# Сиссе, Джибриль
Джибри́ль Сиссе́ (фр. Djibril Cissé, французское произношение: [dʒibʁil sise]; род. 12 августа 1981, Арль) — французский футболист ивуарийского происхождения, нападающий. Участник чемпионатов мира 2002 и 2010 годов в составе сборной Франции.
Сиссе родился в мусульманской семье выходцев из Кот-д’Ивуара. Он был седьмым и самым младшим ребёнком в семье. Его покойный отец Манге Сиссе (1945—2009) был профессиональным футболистом. На Кубке Африки 1970 года он был капитаном сборной Кот-д’Ивуара. В 1974 году вся семья переехала во Францию, где уже и родился Джибриль.

## Клубная карьера

### «Осер»
Сиссе начал карьеру в футбольной академии «Арля-Авиньона», клуба, где в конце 1970-х годов завершал карьеру игрока его отец. 1996 год он провёл в футбольной школе «Нима», а затем перешёл в юношескую команду «Осера». В 1998 году он подписал контракт с основной командой.
20 марта 1999 года, в матче против «Пари Сен-Жермен», состоялся дебют Сиссе в чемпионате Франции. В течение первых двух сезонов Джибриль появился на поле всего 3 раза и не забил ни одного гола, выступая в основном за молодёжную команду, в которой он был одним из ключевых футболистов. В 1999 году в составе юниоров «Осера» выиграл Кубок Гамбарделлы.
Игроком основы Сиссе стал в сезоне 2000/01 года — он провёл 25 матчей в Лиге 1, 8 раз поразил ворота соперников. Свой первый мяч нападающий забил 5 августа 2000 года в поединке против «Меца», выйдя на поле за 10 минут до окончания встречи.
Сезон 2001/02 года Сиссе начал с четырёх мячей, забитых им в ворота «Ренна». Джибриль выиграл гонку бомбардиров у Педру Паулеты, а «Осеру» помог попасть в квалификацию Лиги чемпионов УЕФА 2002/2003.
Сезон 2002/03 омрачён для нападающего многочисленными травмами. Несмотря на это, именно его гол в ворота соперника по квалификации Лиги чемпионов, португальской «Боавишты», выводит «Осер» в основную сетку Лиги чемпионов. Сиссе помог клубу выиграть Кубок Франции, забивая почти в каждом матче, в том числе и в финале против «ПСЖ».
Сезон 2003/04 Джибриль провёл ударно — в 38 матчах забил 26 голов. «Осер» финишировал четвёртым и пробился в Кубок УЕФА, где в плей-офф проиграл «ПСВ» из Эйндховена (в этих играх Сиссе отличился дважды).
Всего за «Осер» Сиссе провёл более 150 матчей и забил 90 голов во всех турнирах и является вторым бомбардиром после Анджея Шармаха (94 гола) в истории клуба из Бургундии.

### «Ливерпуль»
По инициативе тренера «Ливерпуля» Жерара Улье, который являлся давним поклонником таланта Джибриля, «красные» приобрели нападающего в 2004 году за 14 млн фунтов.
В первом сезоне в «Ливерпуле» Сиссе начал забивать с первого тура, но 30 октября 2004 года, в поединке против «Блэкберна», нападающий получил серьёзную травму — в игровом противоборстве с защитником Джеймсом Макивли Сиссе зацепился ногой за дёрн газона, а защитник сзади нанёс неумышленный удар. Джибриль получил открытый перелом большой берцовой и малой берцовой костей. Травма нарушила кровообращение и только благодаря своевременной помощи врачей Сиссе удалось избежать ампутации ноги. 13 апреля 2005 года, в четвертьфинальном матче Лиги чемпионов против «Ювентуса», Джибриль впервые после перелома появился на поле, выйдя на замену. В заключительном туре Премьер-лиги против «Астон Виллы» Сиссе сделал дубль, принеся команде победу со счётом 2:1, а в финале Лиги чемпионов 2005 года против «Милана» реализовал удар в серии послематчевых пенальти.
В сезоне 2005/06 года тренер «Ливерпуля» Рафаэль Бенитес использовал Сиссе в основном в качестве правофлангового нападающего, и хотя Джибриль весьма качественно освоился в новой роли, он желал играть на более привычной позиции центрфорварда. В финале Суперкубка УЕФА 2005 против ЦСКА, француз забил два гола (первый гол был забит при спорных обстоятельствах — судья встречи оставил без внимания игру рукой у Сиссе). «Ливерпуль» победил 3:1, а Сиссе стал лучшим футболистом матча. В финале Кубка Англии 2006 против «Вест Хэма» Сиссе открыл счёт, дальним ударом пробив Шаку Хислопа, а «Ливерпуль» победил в серии пенальти, 3:1. По итогам сезона, Джибриль забил 19 мячей во всех соревнованиях.

### «Олимпик» Марсель

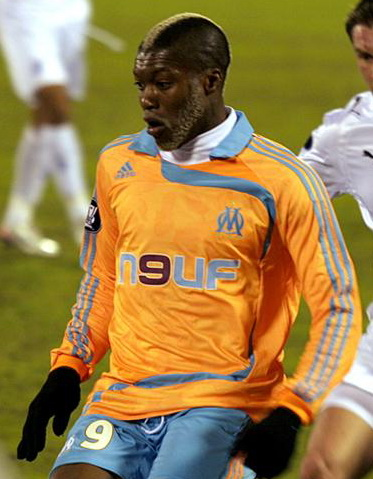
Сиссе в матче Кубка УЕФА против «Зенита»

Летом 2006 года появились слухи о том, что Сиссе может покинуть «Энфилд». Спекуляции усилились, когда он перестал попадать в стартовый состав. 2 июля 2006 года Сиссе заявил, что Бенитес вынуждает его покинуть «Ливерпуль». В начале июня появилась информация о том, что условия перехода в марсельский Олимпик уже согласованы. В тот же день в товарищеском матче против сборной Китая Джибриль в игровом столкновении с Чжэн Чжи получил открытый перелом голени. Арендное соглашение с «Олимпиком» было уже оформлено, поэтому Сиссе переехал в Марсель.

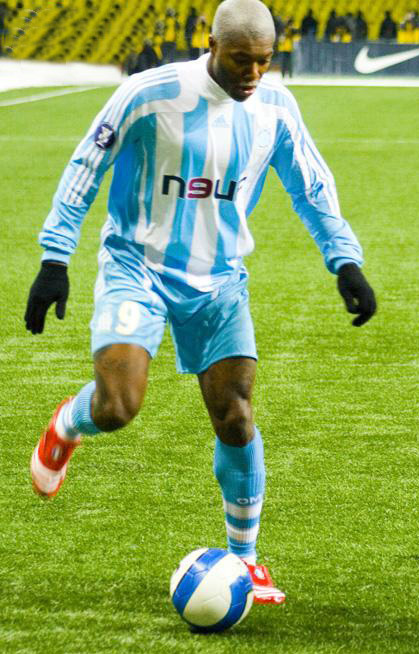
Сиссе в матче Кубка УЕФА против «Спартака»

20 октября 2006 года Сиссе приступил к тренировкам в составе новой команды. 22 декабря 2006 года в матче против «Сент-Этьена» Джибриль забил свой первый гол за «Марсель». Сиссе много критиковали за то, что он мало забивает. На защиту нападающего встал французская футбольная легенда, Жан-Пьер Папен, призвав критиков быть более терпеливыми к нападающему, который получал столь опасные травмы. Постепенно Джибриль вернул былую форму. По итогам сезона 2006/07 на его счету было 8 голов в 21 встрече, а также Сиссе помог «Олимпику» квалифицироваться в Лиге чемпионов на следующий год. 12 мая 2007 года Джибриль забил два гола в финале Кубка Франции против «Сошо», но «Марсель» упустил трофей в серии пенальти.

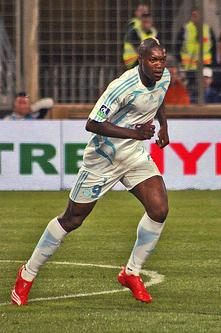
Сиссе в матче Лиги 1 против «Бордо»

7 июля 2007 года «Марсель» выкупил трансфер Сиссе у «Ливерпуля» за €8 млн. В услугах Джибриля были заинтересованы также «Уиган», «Тоттенхэм», «Блэкберн», «Портсмут» и «Болтон». 26 января 2008 года Джибриль сделал хет-трик в поединке против «Кана».
18 сентября 2007 года в первом матче группового этапа Лиги чемпионов против турецкого «Бешикташа» Джибриль забил гол на последней минуте матча, а «Марсель» победил 2:0.
6 марта 2008 года в матче Кубка УЕФА против «Зенита» Сиссе вывел команду с капитанской повязкой. В том же поединке Джибриль забил два гола и помог клубу добиться победы со счётом 3:1. Однако в ответном матче «Марсель» уступил «Зениту» со счётом 2:0 и выбыл из плей-офф.

#### «Сандерленд»
20 августа 2008 года Джибриль вернулся в английскую Премьер-лигу. «Сандерленд» взял французского нападающего в годовую аренду у «Олимпика». Сиссе начал карьеру в новом клубе, как и в «Ливерпуле», забив в первом же матче победный гол в ворота «Тоттенхэм Хотспур». Спустя несколько дней после матча нападающий заявил, что очень быстро адаптировался в новой команде и готов выступать за неё на постоянной основе. В свою очередь, главный тренер «чёрных котов» Рой Кин сказал, что так же был бы рад заключить с нападающим продолжительный контракт.
25 октября 2008 года в «Тайнвирском дерби» против «Ньюкасла» Сиссе забил свой третий гол за клуб, «Сандерленд» побеждает 2:1. После поединка с «Халл Сити», в котором француз отличается вновь, Сиссе заявляет, что, несмотря на уход с поста тренера Кина, он всё так же готов подписать с «котами» постоянный контракт. 18 апреля 2009 года мяч Джибриля принёс победу «Сандерленду» над «Халлом», 1:0, а для самого нападающего стал 10-м. 24 мая стало известно, что «коты» не собираются подписывать нападающего на постоянной основе, и Джибриль вернулся в Марсель.

### «Панатинаикос»
25 июня 2009 года Сиссе перешёл из «Марселя» в «Панатинаикос», подписав с греческим клубом контракт на четыре года. Французский форвард стал самым высокооплачиваемым футболистом в истории этой команды — по новому контракту он получал два миллиона фунтов в год. «Олимпик» получил от греков €8 млн за трансфер нападающего, но общая сумма перехода с учётом бонусов составляла около €20 млн. 22 августа 2009 года в матче против «Эрготелиса» Сиссе забил свой первый гол за новый клуб. Вскоре он стал главным голеодором команды и привёл «Панатинаикос» к золотым медалям чемпионата уже в своём дебютном сезоне. После выигрыша чемпионата и Кубка Греции Сиссе сделал татуировку в виде клевера (эмблема клуба) с надписью «Дубль 2009/10». Также Джибриль стал лучшим бомбардиром чемпионата Греции, забив 23 мяча в 28 матчах.
16 декабря 2009 года в матче Лиги Европы против бухарестского «Динамо» Сиссе забил два гола и помог своей команде одержать крупную победу, 3:0. 18 февраля 2010 года в первом матче 1/16 Лиги Европы против «Ромы» француз забил победный гол в конце матча и «Панатинаикос» победил, 3:2. В ответном матче Сиссе забил два гола, «Пао» выиграл с тем же счётом и прошёл в следующий раунд турнира.
В новом сезоне стал капитаном команды. 30 октября 2010 года в Дерби против извечных соперников из «Олимпиакоса» Сиссе забил два гола и принёс клубу победу, 2:1. Уже в 20-м матче нового сезона Джибриль достигнул отметки в 18 забитых мячей. На церемонии вручении наград по итогам сезона француз сказал: «Я не просто футболист, который выступает за „Панатинаикос“, я являюсь одним из самых ярых его фанатов».
21 февраля 2011 года в матче «Олимпиакоса» и «Панатинаикоса», после финального свистка, фанаты прорвали заграждение, выбежали на поле и начали оскорблять футболистов «Пао». Джибриль не смог стерпеть оскорблений на расовой почве и выступил с заявлением:

Это мои последние месяцы в Греции, потому что я не могу жить и играть в таких условиях.

Через месяц Сиссе достиг отметки в 50 мячей за клуб во всех соревнованиях, свой успех он отпраздновал, забравшись на фанатскую трибуну. В последнем матче сезона Джибриль попрощался с болельщиками, которые всем стадионом скандировали его имя.

### «Лацио»
Летом 2011 года Сиссе перешёл из «Панатинаикоса» в римский «Лацио». 18 августа 2011 года дебютировал за клуб в домашнем матче квалификационного раунда Лиги Европы 2011/12 против македонского клуба «Работнички», в котором забил 2 своих первых гола за «бьянкочелести». 9 сентября Джибриль дебютировал в серии А в матче с «Миланом» и забил гол, а его команда сыграла вничью 2:2. Карьера француза в Италии не задалась — он не показывал былой высокой результативности, поэтому зимой появились первые слухи о возможном уходе Сиссе из команды. С открытием зимнего трансферного окна Джибриль принял решение покинуть «Лацио». Уход из клуба сопровождается скандалом — болельщики римского клуба начали оскорблять футболиста на расовой почве в его твиттере.
Сам игрок так комментирует своё выступление за римский клуб:

В «Лацио» я не мог быть самим собой. Я не играл на той позиции, к которой привык, так как меня ставили то на правый, то на левый край. Это меня очень расстроило.

### «Куинз Парк Рейнджерс»
31 января 2012 года Сиссе подписал контракт с английским «Куинз Парк Рейнджерс» сроком на 2,5 года. Французский нападающий стал четвёртым трансфером нового тренера Марка Хьюза. Джибриль объяснил свой переход желанием попасть в заявку сборной Франции на чемпионат Европы 2012. В своём дебютном матче за «рейнджеров» в рамках 23-го тура чемпионата Англии против «Астон Виллы» он открыл счёт на 12-й минуте. После этого мяча Джибриль стал вторым игроком в истории английской Премьер-лиги после Эммануэля Адебайора, забивавшим гол в своём первом матче за три разных клуба («Ливерпуль», «Сандерленд», «Куинз Парк Рейнджерс»). Матч закончился со счётом 2:2. В следующем матче против «Вулверхэмптона» Сиссе получил красную карточку за то, что схватил за горло спровоцировавшего его Роджера Джонсона. 21 марта 2012 года Джибриль забил в матче против своего бывшего клуба, «Ливерпуля», вырвав победу для «КПР», 3:2. Три дня спустя Сиссе получил второе за пять матчей удаление, грубо сделав подкат против Фрейзера Кэмпбелла в поединке против ещё одного своего бывшего клуба, «Сандерленда». Своё возвращение после дисквалификации Джибриль отметил голом престижа в ворота «Челси», 6:1. Свой пятый гол в семи матчах Сиссе забил «Стоку», «КПР» выиграл. 13 мая 2012 года в заключительном туре Премьер-лиги Джибриль забил свой шестой гол в восьми матчах в ворота будущего чемпиона «Манчестер Сити».
Несмотря на высокую результативность Джибриля и травмы нескольких основных футболистов, Лоран Блан не взял Сиссе на чемпионат Европы в Польшу и Украину.
Свой первый гол в новом сезоне Джибриль забил в ворота «Рединга» в поединке Кубка английской лиги, в котором его команда упустила победу в самом конце встречи, 2:3. 27 октября Сиссе провёл свой 100-й матч в английской Премьер-лиге, заменив Бобби Замору во втором тайме матча против лондонского «Арсенала». 4 ноября в поединке Премьер-лиги против «Рединга» Сиссе забил свой первый гол в сезоне 2012/13, который принёс «КПР» ничью, 1:1.
В январе 2013 года появилась информация о том, что Сиссе может покинуть команду во время зимнего трансферного окна, из-за того, что новый тренер «КПР» Гарри Реднапп не рассчитывает на нападающего. Джибриля хотел приобрести «Лилль», но не смог потянуть его трансферную стоимость.

#### «Аль-Гарафа»
20 января 2013 года Сиссе перешёл в катарский клуб «Аль-Гарафа» на правах аренды до конца сезона. 22 января в матче против «Аль-Харитият» Джибриль дебютировал в Лиге Старз. 27 января в своём втором матче за «Аль-Гарафу» против «Аль-Араби» Сиссе забил свой первый гол, который оказался единственным во встрече.
22 июня 2013 года Сиссе согласовал условия контракта с клубом Лиги 1 «Монпелье». 28 июня форвард сообщил, что от перехода во французский клуб отказался президент клуба Луи Николлен. «Как жаль, что не срослось. Монпелье — отличный город, и клуб хорош. Жаль только, что президент клуба — идиот. Спасибо за вашу поддержку, но мне жаль игроков и болельщиков „Монпелье“. Нелегко каждый день видеть такого тупого президента», — написал Сиссе в своём твиттере.

### «Кубань»

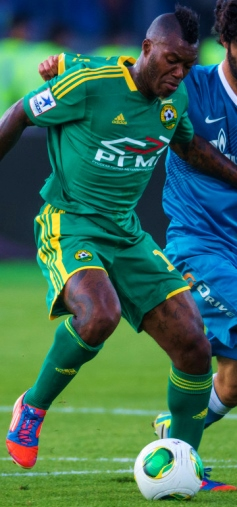
Сиссе в составе «Кубани»

4 июля 2013 года Сиссе официально стал игроком российской «Кубани», подписав контракт по схеме «1+1». Джибриль взял себе «13» номер, но позже поменял его на «9».

13 — номер департамента, в котором я родился в Арле, так как все традиционные для форвардов номера к моему приходу уже были заняты, пусть это число приносит мне удачу.

20 июля в гостевом матче против «Томи» Сиссе дебютировал в чемпионате России, выйдя на замену вместо Ибраима Бальде во втором тайме встречи.
25 августа в домашнем матче против «Урала» сделал дубль, вначале реализовав пенальти, а затем замкнув прострел Шарля Каборе. 24 октября в матче группового этапа Лиги Европы против «Суонси» Сиссе спас гостей от поражения, реализовав пенальти в добавленное время. 31 декабря расторг контракт.

### «Бастия»
1 января 2014 года «Бастия» на своём официальном сайте подтвердила переход Сиссе. Контракт с «Бастией» рассчитан на полтора года. 11 января в матче против «Валансьена» он дебютировал за новый клуб. 11 февраля в поединке против «Тулузы» Сиссе забил свой первый гол за «Бастию».
В октябре 2014 года Джибриль сообщил, что из-за постоянных болей собирается завершить карьеру по окончании сезона. Через год он завершил свою карьеру, ожидая установки протеза шейки бедра.

### «Сен-Пьеруаз»
В июне 2015 года Сиссе подписал контракт с клубом «Сен-Пьеруаз» одного из заморских регионов Франции Реюньона (близ Мадагаскара). Контракт с клубом Премьер-лиги Реюньона был подписан на месяц, начинался в сентябре того же года. 20 октября 2015 года он вновь объявил, что завершает карьеру из-за травмы. Однако в октябре 2016 года игрок начал снова тренироваться, на этот раз с резервом «Осера», но в феврале 2017 года вновь решил завершить карьеру футболиста, чтобы стать диджеем.

### «Ивердон» и «Виченца-1902»
4 июля 2017 года 35-летний Джибриль вновь возобновил карьеру, став игроком швейцарского клуба «Ивердон». Он забил 24 мяча, став лучшим бомбардиром турнира. В августе 2018 года Сиссе заключил контракт с итальянским клубом «Виченца-1902» из Серии D. Однако после неудач клуб стал неспособен выплачивать зарплату футболистам.

## Карьера в сборной

### Молодёжная сборная
Сиссе начал привлекаться в юношеские сборные различных возрастов с 15 лет. В 2001 году в составе молодёжной сборной Франции Джибриль поехал на молодёжный чемпионат мира в Аргентину. На турнире Сиссе забил 6 мячей в 5 матчах и помог своей команде выйти в 1/4 финала. Нападающий сделал хет-трик в ворота сборной Ирана, дважды забил сборной Германии и один раз отметился в поединке со сборной Парагвая.
В стыковых матчах за попадание на молодёжный чемпионат Европы 2004 Сиссе забил три гола в обеих встречах против сборной Португалии, но в ответном поединке, вскоре после забитого им мяча, был удалён с поля. Эта красная карточка повлекла за собой 4-х матчевую дисквалификацию, из-за которой Сиссе пропустил чемпионат Европы 2004.

### Сборная Франции
18 мая 2002 года Джибриль в возрасте 21 года дебютировал в сборной Франции в матче против сборной Бельгии, заменив во втором тайме Давида Трезеге.
После удачного для Сиссе сезона 2001/02 главный тренер сборной Роже Лемерр включил форварда в состав команды, отправившейся на чемпионат мира в Японию и Южную Корею. Джибриль принял участие в матчах группового этапа против сборных Сенегала, Уругвая и Дании, выйдя на замену во всех трёх поединках. На мундиале Сиссе не забил ни одного гола.
7 сентября 2002 года в матче квалификационного раунда Евро—2004 против сборной Кипра Сиссе забил свой первый гол за сборную. Нападающий был включён в заявку национальной команды для участия в Кубке конфедераций 2003. Свой единственный гол на турнире он забил в матче против сборной Новой Зеландии. В составе национальной команды нападающий стал обладателем золотых медалей.
Из-за дисквалификации, полученной Сиссе в матче за молодёжную команду, он пропустил чемпионат Европы в Португалии и вынужден был готовиться к следующему для себя турниру, чемпионату мира 2006 в Германии. В рамках подготовки к мундиалю, в товарищеском матче против сборной Китая, Джибриль вновь получил открытый перелом голени, столкнувшись с Чжэном Чжи. На турнир он не попал.
Было не по себе, когда услышал крик Джибриля. Мы потеряли товарища по команде, и это печально. Но он сильный, он обязательно вернётся.Тьерри Анри
Джибриль принял участие в трёх матчах отборочного цикла чемпионата Европы 2008, но попасть в заявку на поездку в Швейцарию не смог. После результативного сезона в Греции Сиссе получил приглашение на товарищеский матч против сборной Испании. 11 мая 2010 года Джибриль был включён в окончательный список футболистов, участвующих в финальном турнире чемпионата мира в ЮАР. На мундиале в сборной Франции возникали конфликты, в результате которых после матча против мексиканцев из сборной был отчислен Николя Анелька. Сиссе принял участие в последнем матче группового этапа против сборной ЮАР, но после удаления Йоанна Гуркюффа африканцы дожали «трёхцветных» и сборная Франции покинула турнир.
В следующий раз Джибриль был вызван с национальную команду в октябре 2011 года для участия в отборочных матчах на Евро-2012 против сборных Албании и Боснии и Герцеговины. В поединке с албанцами Сиссе вышел на поле в конце встречи при счёте 3:0 в пользу его команды, заменив Бафетимби Гомиса. Несмотря на результативность Джибриля за «Куинз Парк Рейнджерс», Сиссе не был включён в итоговый список сборной на чемпионат Европы 2012.

### Голы за сборную Франции (до 21)
| #   | Дата           | Место                                         | Противник  | Счёт | Результат | Соревнование                     |
| --- | -------------- | --------------------------------------------- | ---------- | ---- | --------- | -------------------------------- |
| 01. | 18 июня 2001   | Хосе Мария Минелья, Мар-дель-Плата, Аргентина | Иран       | 3:0  | 5:0       | Молодёжный чемпионат мира — 2001 |
| 02. | 18 июня 2001   | Хосе Мария Минелья, Мар-дель-Плата, Аргентина | Иран       | 4:0  | 5:0       | Молодёжный чемпионат мира — 2001 |
| 03. | 18 июня 2001   | Хосе Мария Минелья, Мар-дель-Плата, Аргентина | Иран       | 5:0  | 5:0       | Молодёжный чемпионат мира — 2001 |
| 04. | 21 июня 2001   | Хосе Мария Минелья, Мар-дель-Плата, Аргентина | Парагвай   | 2:0  | 2:2       | Молодёжный чемпионат мира — 2001 |
| 05. | 27 июня 2001   | Марио Кемпес, Кордоба, Аргентина              | Германия   | 1:1  | 3:2       | Молодёжный чемпионат мира — 2001 |
| 06. | 27 июня 2001   | Марио Кемпес, Кордоба, Аргентина              | Германия   | 3:1  | 3:2       | Молодёжный чемпионат мира — 2001 |
| 07. | 15 ноября 2003 | Афонсу Энрикиш, Гимарайнш, Португалия         | Португалия | 1:1  | 1:2       | Плей-офф квалификации МЧЕ-2004   |
| 08. | 15 ноября 2003 | Афонсу Энрикиш, Гимарайнш, Португалия         | Португалия | 1:2  | 1:2       | Плей-офф квалификации МЧЕ-2004   |
| 09. | 18 ноября 2003 | Габриэль Монтпье, Клермон-Ферран, Франция     | Португалия | 1:1  | 1:2       | Плей-офф квалификации МЧЕ-2004   |

### Голы за сборную Франции
| #   | Дата            | Место                                    | Противник         | Результат | Соревнование                       |
| --- | --------------- | ---------------------------------------- | ----------------- | --------- | ---------------------------------- |
| 01. | 7 сентября 2002 | ГСП, Никосия, Кипр                       | Кипр              | 1:2       | Чемпионат Европы 2004 квалификация |
| 02. | 30 апреля 2003  | Стад де Франс, Париж, Франция            | Египет            | 5:0       | Товарищеский матч                  |
| 03. | 22 июня 2003    | Стад де Франс, Париж, Франция            | Новая Зеландия    | 5:0       | Кубок конфедераций 2003            |
| 04. | 8 сентября 2004 | Торшвотль,Торсхавн, Фарерские острова    | Фарерские острова | 2:0       | Чемпионат мира 2006 квалификация   |
| 05. | 31 мая 2005     | Сан-Симфорьен, Мец, Франция              | Венгрия           | 2:1       | Товарищеский матч                  |
| 06. | 9 ноября 2005   | Оннье-де-Биллон, Фор-де-Франс, Мартиника | Коста-Рика        | 3:2       | Товарищеский матч                  |
| 07. | 3 сентября 2005 | Торшвотль, Торсхавн, Фарерские острова   | Фарерские острова | 3:0       | Чемпионат мира 2006 квалификация   |
| 08. | 3 сентября 2005 | Торшвотль, Торсхавн, Фарерские острова   | Фарерские острова | 3:0       | Чемпионат мира 2006 квалификация   |
| 09. | 8 октября 2005  | Стад де Сюисс, Берн, Швейцария           | Швейцария         | 1:1       | Чемпионат мира 2006 квалификация   |

## Статистика выступлений
Данные на 31 января 2015 года
| Клуб                 | Сезон            | Лига | Лига | Кубок страны | Кубок страны | Кубок лиги | Кубок лиги | Еврокубки | Еврокубки | Итого | Итого |
| Клуб                 | Сезон            | Игры | Голы | Игры         | Голы         | Игры       | Голы       | Игры      | Голы      | Игры  | Голы  |
| -------------------- | ---------------- | ---- | ---- | ------------ | ------------ | ---------- | ---------- | --------- | --------- | ----- | ----- |
| Осер                 | 1998/99          | 1    | 0    | 0            | 0            | 0          | 0          | 0         | 0         | 1     | 0     |
| Осер                 | 1999/00          | 2    | 0    | 0            | 0            | 0          | 0          | 0         | 0         | 2     | 0     |
| Осер                 | 2000/01          | 25   | 8    | 4            | 5            | 2          | 1          | 4         | 1         | 35    | 15    |
| Осер                 | 2001/02          | 29   | 22   | 0            | 0            | 2          | 2          | 0         | 0         | 31    | 24    |
| Осер                 | 2002/03          | 33   | 14   | 6            | 6            | 0          | 0          | 6         | 1         | 45    | 21    |
| Осер                 | 2003/04          | 38   | 26   | 3            | 1            | 4          | 1          | 7         | 2         | 52    | 30    |
| Осер                 | Итого            | 128  | 70   | 13           | 12           | 8          | 4          | 17        | 4         | 166   | 90    |
| Ливерпуль            | 2004/05          | 16   | 4    | 0            | 0            | 0          | 0          | 9         | 1         | 25    | 5     |
| Ливерпуль            | 2005/06          | 33   | 9    | 6            | 2            | 0          | 0          | 13        | 6         | 57    | 17    |
| Ливерпуль            | Итого            | 49   | 13   | 6            | 2            | 0          | 0          | 22        | 7         | 77    | 28    |
| Марсель              | 2006/07          | 21   | 8    | 4            | 7            | 0          | 0          | 0         | 0         | 25    | 15    |
| Марсель              | 2007/08          | 35   | 16   | 3            | 2            | 2          | 1          | 10        | 3         | 50    | 22    |
| Марсель              | 2008/09          | 2    | 0    | 0            | 0            | 0          | 0          | 1         | 0         | 3     | 0     |
| Марсель              | Итого            | 58   | 24   | 7            | 9            | 2          | 1          | 11        | 3         | 78    | 37    |
| Сандерленд           | 2008/09          | 35   | 10   | 1            | 1            | 2          | 0          | 0         | 0         | 38    | 11    |
| Сандерленд           | Итого            | 35   | 10   | 1            | 1            | 2          | 0          | 0         | 0         | 38    | 11    |
| Панатинаикос         | 2009/10          | 28   | 23   | 5            | 1            | 1          | 0          | 12        | 5         | 46    | 29    |
| Панатинаикос         | 2010/11          | 33   | 20   | 4            | 2            | 0          | 0          | 6         | 0         | 43    | 22    |
| Панатинаикос         | Итого            | 61   | 43   | 9            | 3            | 1          | 0          | 18        | 5         | 89    | 51    |
| Лацио                | 2011/12          | 18   | 1    | 1            | 0            | 0          | 0          | 7         | 3         | 26    | 4     |
| Лацио                | Итого            | 18   | 1    | 1            | 0            | 0          | 0          | 7         | 3         | 26    | 4     |
| Куинз Парк Рейнджерс | 2011/12          | 8    | 6    | 0            | 0            | 0          | 0          | 0         | 0         | 8     | 6     |
| Куинз Парк Рейнджерс | 2012/13          | 18   | 3    | 1            | 0            | 1          | 1          | 0         | 0         | 20    | 4     |
| Куинз Парк Рейнджерс | Итого            | 26   | 9    | 1            | 0            | 1          | 1          | 0         | 0         | 28    | 10    |
| Аль-Гарафа           | 2012/13          | 9    | 1    | 0            | 0            | 0          | 0          | 0         | 0         | 9     | 1     |
| Аль-Гарафа           | Итого            | 9    | 1    | 0            | 0            | 0          | 0          | 0         | 0         | 9     | 1     |
| Кубань               | 2013/14          | 15   | 4    | 0            | 0            | 0          | 0          | 10        | 1         | 25    | 5     |
| Кубань               | Итого            | 15   | 4    | 0            | 0            | 0          | 0          | 10        | 1         | 25    | 5     |
| Бастия               | 2013/14          | 15   | 2    | 0            | 0            | 0          | 0          | 0         | 0         | 15    | 2     |
| Бастия               | 2014/15          | 6    | 0    | 1            | 1            | 3          | 3          | 0         | 0         | 10    | 4     |
| Бастия               | Итого            | 21   | 2    | 1            | 1            | 3          | 3          | 0         | 0         | 25    | 6     |
| Всего за карьеру     | Всего за карьеру | 420  | 177  | 39           | 28           | 17         | 9          | 79        | 22        | 554   | 236   |

## Достижения

### Командные
Осер
- Обладатель Кубка Франции: 2002/03[англ.]

Ливерпуль
- Обладатель Кубка Англии: 2005/06
- Победитель Лиги чемпионов УЕФА: 2004/05
- Обладатель Суперкубка УЕФА: 2005

Панатинаикос
- Чемпионат Греции: 2009/10
- Обладатель Кубка Греции: 2009/10

Международные
Франция
- Кубок конфедераций: 2003

### Личные
- Лучший бомбардир чемпионата Франции (2): 2001/02, 2003/04
- Лучший молодой футболист Франции: 2001/02
- Лучший бомбардир чемпионата Греции (2): 2009/10, 2010/11
- Лучший бомбардир Первой лиги Промоушен (Д-3) Швейцарии: 2017/18[англ.] (англ.)

## Личная жизнь
18 июня 2005 года Джибриль взял в жёны известную валлийскую художницу-модельера Джуди Литтлер, которая старше его на 7 лет. Свадьба состоялась в замке Боделвидан. На торжество Сиссе пригласил несколько известных футболистов, таких как Шон Райт-Филлипс, Сильвен Вильтор, Луи Саа и Сидней Гову. Для церемонии бракосочетания Джибриль заказал себе красный фрак, как цвета клуба «Ливерпуль», за который он тогда выступал. У Сиссе и Джуди трое детей: Кассиус Клей (родился 6 марта 2006 года), названный в честь Мохаммеда Али, Принс Кобе (родился 26 июля 2008 года) и Марли Джексон (родился 20 февраля 2010 года). Также у Джибриля есть дочь Илона (2001 г.р.) от предыдущих отношений, а у Джуди — сын Лиам (1994 г.р.). Пара рассталась в 2012 году.
После переезда в Ливерпуль Сиссе купил себе дом во Фродсэме и получил титул владельца поместья Фродсэма (англ. Lord of the Manor of Frodsham).
Сиссе очень часто экспериментирует со своими волосами, делая различные эпатажные причёски. В «Осере» он просто осветлял волосы, в финале Лиги чемпионов 2005 года добавил узоров на выбеленном затылке, а в «Сандерленде» делал ирокезы, которые красил в красный и зелёный цвет. Играя за «Панатинаикос», брился наголо.
Переход Сиссе в «Олимпик» обыгран в фильме «Такси 4», где Джибриль снялся в роли самого себя: по сюжету, главный герой фильма Даниэль Моралес доставляет Сиссе на такси прямо на футбольное поле. В 2006 году нападающий участвовал в мировом турне передачи «Тачку на прокачку».

## Проблемы с законом
В октябре 2005 года полиция арестовала футболиста за нападение на 15-летнего подростка. Джибриль был спровоцирован подростком и ударил его по голове. Мальчик написал заявление в полицию и футболист был задержан. Сиссе отделался штрафом и пообещал, что впредь больше не будет бить детей.
В 2006 году беременная Джуди была вынуждена обратиться в полицию в связи с нападением на неё собственного мужа. 1 апреля 2009 года в Ньюкасле при выходе из клуба Джибриль был задержан по подозрению в нападении на женщину, но вскоре был отпущен.
Позже футболист вновь привлёк внимание полицейских после того, как со своим приятелем решил разыграть посетителей супермаркета, зайдя в магазин в масках Призрачного лица и Фредди Крюгера. Покупатели вызвали полицию и те задержали шутников, но после снятия масок отпустили.
В октябре 2015 года Сиссе был арестован полицией по делу о попытке шантажа его бывшего одноклубника Матьё Вальбуэна.